# Daniel Laufer

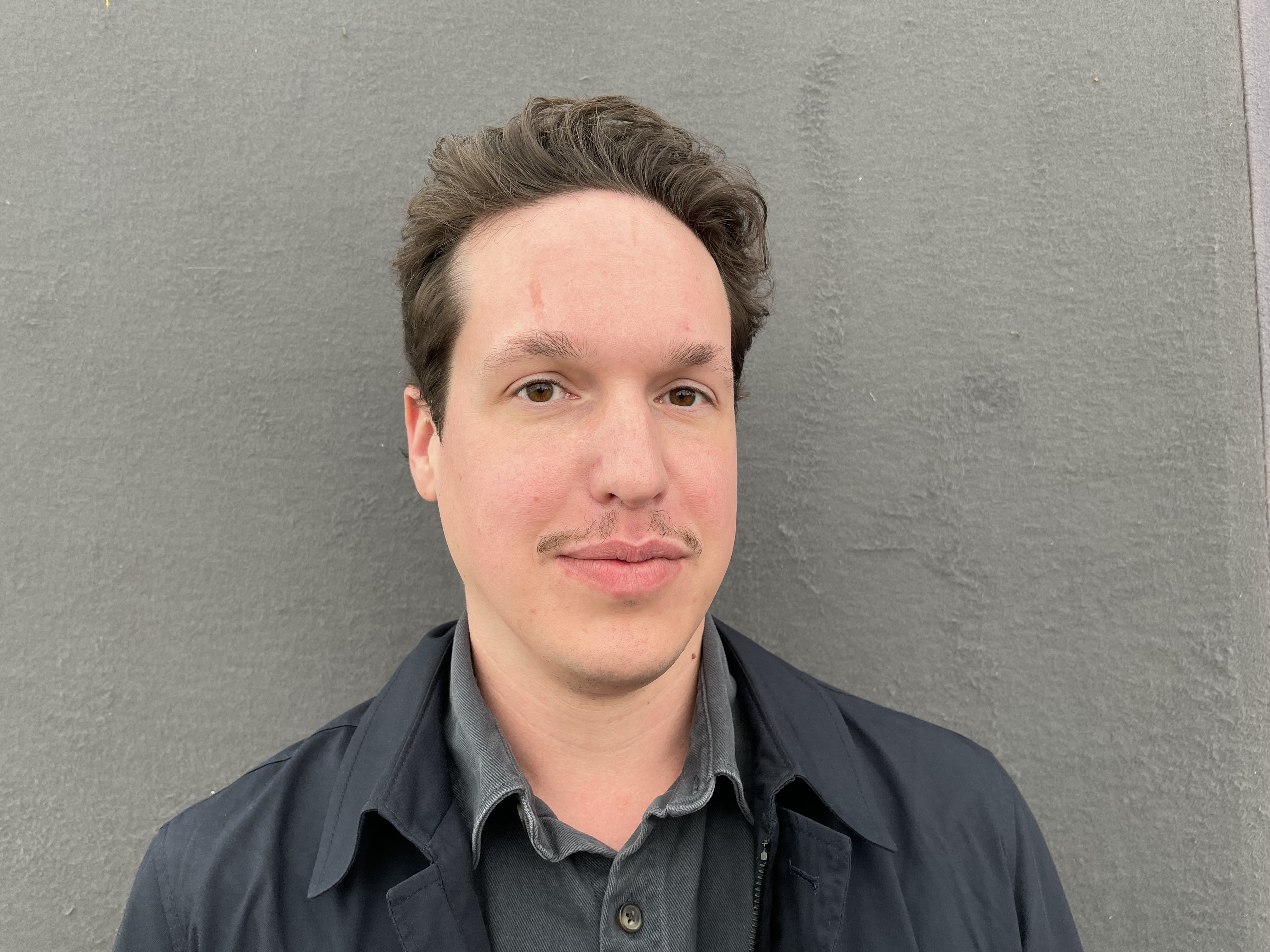
Daniel Laufer (2023)

Daniel Laufer (* 1989 in Freiburg im Breisgau, Deutschland) ist ein deutscher Journalist, Musiker und Filmkomponist.

## Leben
Daniel Laufer war von August 2021 bis April 2024 für die Sendung Kontraste der ARD tätig. Davor arbeitete er zwei Jahre lang bei netzpolitik.org in Berlin. Seine journalistische Karriere, startete er 2011 bei TV Südbaden. Ab 2014 war er zwei Jahre lang für die Badische Zeitung tätig. Seit 2006 ist er auch als freischaffender Filmkomponist an diversen nationalen und internationalen Filmproduktionen beteiligt.
Daniel Laufer lebt und arbeitet in Berlin. Seit Mai 2024 ist Laufer wieder als freier Journalist tätig.

## Journalistenpreise (Auswahl)
- Medium Magazin 2019: Top 30 bis 30[8]

## Filmografie als Filmkomponist (Auswahl)
- 2007: Hollywood à discretion[9]
- 2009: Dancing with the Storms[10]
- 2012: Fenster zum Jenseits[11]
- 2018: Cat Noir[12]
- 2020: Ale[13]